# Эра-Лессин
Эра-Лессин (нем. Ehra-Lessien) — община в Германии, в земле Нижняя Саксония.
Входит в состав района Гифхорн. Подчиняется управлению Броме. Население составляет 1630 человек (на 31 декабря 2010 года). Занимает площадь 56,08 км².
Коммуна подразделяется на 2 сельских округа.
| Год  | Население |
| ---- | --------- |
| 1990 | 1238      |
| 1995 | 1476      |
| 2000 | 1524      |
| 2005 | 1635      |
| 2010 | 1649      |